# Mon voyage d'hiver
Pour plus de détails, voir Fiche technique et Distribution.
Mon voyage d'hiver est un film franco-belgo-allemand réalisé par Vincent Dieutre et sorti en 2003.

## Fiche technique
- Titre : Mon voyage d'hiver
- Réalisation : Vincent Dieutre
- Scénario : Vincent Dieutre
- Photographie : Jean-Marie Boulet et Benoît Chamaillard
- Son : Patrick Chiha
- Mixage : Nathalie Vidal et Bernard Gabus
- Montage : Dominique Auvray
- Musique : Franz Schubert
- Sociétés de production : Les Films de la Croisade - Les Films sans frontières - Simple Productions (Bruxelles) - Carré Noir RTBF (Liège) - Tag/Traum Film und Videoproduktion GmbH KG (Köln)
- Pays de production :  France,  Belgique,  Allemagne
- Durée : 103 minutes
- Date de sortie  : 
  - France : 16 novembre 2003

## Distribution
- Itvan Kebadian : Itvan
- Vincent Dieutre : Vincent
- Walter Müller : Ulrich
- Hubert Geiger : Werner
- Andreas Staier : la pianiste
- Christoph Prégardien : le ténor
- Daniel Sepec : le violoniste
- Jean-Guihen Queyras : le violoncelliste